# Jeanne de La Saulcée
Jeanne de La Saulcée ( - Lyon, 1559) was een vrouwelijke drukker in Lyon (koninkrijk Frankrijk) tijdens de Renaissance.

## Levensloop
De La Saulcée werd voor het eerste vermeld als echtgenote van Barnabé Chaussard, een van de drukkers in Lyon eind 15e eeuw, begin 16e eeuw. Hij stierf in 1527. Weduwe de La Saulcée hield verder de drukkerij open; zij had twee minderjarige zonen. Een arbeider werkte voor haar aan de drukpersen. Zijzelf leidde de commerciële activiteiten en verzorgde de contacten met schrijvers. Van de drukkersgilde mocht ze als weduwe verder het ambacht bedrijven, weliswaar niet onder haar eigen naam maar onder de naam Veuve Chaussard of weduwe Chaussard. In 1528 trouwde ze voor de tweede maal: Jean Lambany nam de drukkerij over en gaf zijn naam aan de onderneming. Hij stierf nog geen jaar later, in 1529. De La Saulcée leidde opnieuw de drukkerij, en dit onder de naam van haar eerste man. Zij breidde uit.
In 1533 trouwde ze voor de derde maal. Haar man was de meesterknecht van de drukkerij, Jean Cantarel, bijgenaamd Motin. Deze leidde de drukkerij tot zijn dood in 1552. De naam van de drukkerij in al de jaren verwees opnieuw naar haar eerste man: Maison de feu Barnabé Chaussard. In 1552 waren de twee zonen uit haar eerste huwelijk meerderjarig: François Chaussard en Benoît Chaussard. Aan hen liet zij de drukkerij over. Zij stierf in Lyon in 1559.